# 4차 콜레라 범유행
4차 콜레라 범유행은 1863~1875년 사이 벵골 지역의 갠지스 델타에서 시작되어 이슬람 순례자들과 함께 메카로 감염되었다. 첫 해에 90,000명의 순례자 중에 30,000명이 사망했다. 콜레라는 중동 전역으로 퍼져 러시아, 유럽, 아프리카 및 북미로 감염되었으며, 각 항구 도시의 여행자와 내륙 수로를 따라 전파되었다. 총 사망자 수는 600,000명 이상으로 추산한다.

## 4차 콜레라 전파 이력
- 1865년 북아프리카에 전파되었고, 사하라 이남의 아프리카로 퍼져, 1869~70년에 잔지바르에서 70,000명이 사망했음.[2]
- 1866년 러시아에서 90,000명이 사망했다고 주장됨.
- 1866년 오스트리아-프러시아 전쟁으로 확산된 콜레라는 오스트리아 제국에서 헝가리와 벨기에에서 각각 30,000명, 네덜란드에서 20,000명을 포함하여, 총 165,000명이 사망한 것으로 추정됨.[3]
- 1866년 6월 런던 이스트 엔드에서 5,596명이 사망[4] 이스트 엔드에서 도시의 인구 밀집으로 인해 질병이 더 빨리 확산이 되는 것이 관찰되었음. 추후에 전염병 학자 윌리엄 파는 이스트 런던 워터 컴퍼니(수도회사)를 오염원으로 파악하여, 오염된 음용수의 문제를 확인하게 됨. 1854년 존 스노가 오염된 음용수에서 콜레라가 전파되었다는 것을 증명한 것에 착안하여 확인하였다. 1866년 사우스웨일즈의 이스타리페라에서 콜레라가 발생했다. 지역 수도 공사에서 오염된 운하의 물을 사용하여 콜레라에 감염이 되었는데, 수도 공사 직원 및 관련 근로자, 그 가족들이 영향을 받아 119명이 사망했다.
- 1867년 이탈리아는 113,000명이 콜레라로 목숨을 잃었다.[5]
- 1867년 알제리에서 80,000명이 사망했다.[5]
- 1870년대 북미에서 콜로라가 발발하여 뉴올리언즈에서 미시시피 강을 따라 승객과 지류의 항구로 확산되면서, 약 50,000명의 미국인이 사망했다.

## 같이 보기
- 1차 콜레라 범유행
- 2차 콜레라 범유행
- 3차 콜레라 범유행
- 5차 콜레라 범유행
- 6차 콜레라 범유행
- 7차 콜레라 범유행
- 범유행
- 콜레라
- 콜레라 폭동